# خالد حنفي (سياسي)
د/ خالد حنفي (1961 السيدة زينب، القاهرة - ) استشاري طب العيون، والمنسق العام للمستشفى الميداني في ميدان التحرير خلال ثورة 25 يناير. وهو نائب بمجلس الشعب المصري (2012) عن دائرة القاهرة الثامنة (فردي، فئات) وينتمي لحزب الحرية والعدالة. متزوج من أميمة كامل السلاموني.

## السيرة الذاتية
- تخرج من كلية الطب جامعة القاهرة سنة 1985م.[1]
- حصل على ماجستير في طب وجراحة العيون سنة 1990م.[1]
- حصل على دكتوراه في طب وجراحة العيون من كلية الطب جامعة القاهرة سنة 1998م.[1]
- مارس العمل الطبي الإغاثي في كثير من الدول الأفريقية.[1]
- عضو اتحاد الأطباء العرب.[1]
- يعمل الآن استشاري لطب وجراحة العيون.[1]